# 1850er
Portal Geschichte | Portal Biografien | Aktuelle Ereignisse | Jahreskalender | Tagesartikel

◄ |
18. Jh. |
19. Jahrhundert
| 20. Jh. | ►

◄ |
1820er |
1830er |
1840er |
1850er
| 1860er | 1870er | 1880er | ►

1850 |
1851 |
1852 |
1853 |
1854 |
1855 |
1856 |
1857 |
1858 |
1859

## Ereignisse
- Der 1848 zum Staatspräsidenten Frankreichs gewählte Louis Napoleon lässt sich 1852 zum Kaiser Napoleon III. ausrufen und begründet das Zweite französische Kaiserreich.
- 1853 werden die japanischen Häfen für den Handel mit dem Westen geöffnet.
- Vélez in Kolumbien lässt 1853 als erste Stadt der Welt Frauen wählen.
- 1857 bis 1859 entwickelt sich die erste Weltwirtschaftskrise.
- 1858 wird Wilhelm in Preußen Regent anstelle des erkrankten Königs Friedrich Wilhelm IV. Es setzt eine gewisse Liberalisierung ein, Preußen geht stärker auf Distanz zu Österreich, und Preußen interessiert sich wieder für eine stärkere Rolle in Deutschland.
- Die Einwohnerzahl der USA vervierfacht sich zwischen 1800 und 1850 auf 23 Millionen. Mit einem zu Beginn des Jahrzehnts 15.000 Kilometer langen Schienennetzwerk sind die USA, insbesondere die Nordstaaten, die mobilste Nation der Welt.[1][2]

Konflikte
- Der Frieden von Berlin am 2. Juli 1850 bedeutet, dass Preußen sich aus dem Schleswig-Holsteinischen Krieg gegen Dänemark zurückzieht.
- 1853 bis 1856: Krimkrieg zwischen Russland und dem Osmanischen Reich, dem Vereinigten Königreich, Frankreich und Sardinien-Piemont.
- Der Pariser Frieden 1856 beendet den Krimkrieg. Russland muss sich aus osmanisch beherrschten Gebieten zurückziehen.
- 1859: Im Sardinischen Krieg (oder Zweiten Italienischen Unabhängigkeitskrieg) gelingt es Sardinien-Piemont, norditalienische Gebiete von Österreich zu erobern.

## Kulturgeschichte

### Wissenschaft
- Charles Darwin publiziert 1859 „Über die Entstehung der Arten“, Theorie der Evolution durch natürliche Selektion.
- Henry Bessemer lässt sich ein neuartiges Verfahren zur Stahlerzeugung patentieren.
- Die Epidemiologie beginnt, als John Snow in London die Ursache des Choleraausbruchs entdeckt.
- Johann Carl Fuhlrott entdeckt Fossilien im Neandertal bei Düsseldorf.
- Richard Christopher Carrington entdeckt die Sonneneruption der Sonne.
- Charles Goodyear entdeckt Hartgummi.

## Persönlichkeiten
- Vincent van Gogh, niederländischer Maler
- Heinrich Heine, deutscher Dichter
- Napoleon III., Kaiser in Frankreich
- Franz Joseph I., Kaiser in Österreich-Ungarn
- Elisabeth von Österreich-Ungarn, Kaiserin in Österreich-Ungarn
- Friedrich Wilhelm IV., König von Preußen
- Otto von Bismarck, deutscher Politiker
- Viktor Emanuel II., König in Italien
- Isabella II., Königin in Spanien
- Pius IX., Papst
- Nikolaus I., Zar in Russland
- Alexander II., Zar in Russland
- Victoria, Königin des Vereinigten Königreiches von Großbritannien und Irland
- Benjamin Disraeli, Premierminister des Vereinigten Königreiches von Großbritannien und Irland
- Edward Geoffrey Smith Stanley, 14. Earl of Derby, Premierminister des Vereinigten Königreiches von Großbritannien und Irland
- James Buchanan, Präsident in den Vereinigten Staaten
- Franklin Pierce, Präsident in den Vereinigten Staaten
- Millard Fillmore, Präsident in den Vereinigten Staaten
- Naser ad-Din Schah, Schah in Persien
- Kōmei, Kaiser von Japan
- Xianfeng, Kaiser von China